# Raparna sordida
Raparna sordida är en fjärilsart som beskrevs av Alfred Ernest Wileman 1916. Raparna sordida ingår i släktet Raparna och familjen nattflyn. Inga underarter finns listade.